# مكمن بن عمار
زين خير الدين مكمن بن عمار هي إحدى بلديات ولاية النعامة الجزائرية.

## أصل التسمية:
اسم المدينة يأتي من كلمة مكمن جمعها مْكَامَنْ: “المكان الذي يمكن للمرء أن يختبئ فيه  وبن عمار (ابن عمار يأتي من قبيلة بني عامر). مكمن بن عمار معناه : مخبأ قبيلة بني عامر.
بني عامر هم أبناء عمومة حميان (قبيلة حميان)؛  كانوا في وقت مضى بهذه المنطقة قبل أن يستقروا بمنطقة تسالة شرق تلمسان.
لم يبق في هذه المنطقة من  بني عامرسوى رجل واحد اسمه بكار. كان لديه ثروة كبيرة وقطعان كثيرة وزوجات عديدة. استقر بالقرب من الشط الغربي وسرعان ما اشتهرت ضيافته. على الفور جاء إليه البدو، ولجذبهم، قام بكار بتزويج بعض بناته. كل هذه العائلات شكلت قبيلة البكاكرة العظيمة. احتفظت الدواوير التي تتكون منها بأسمائها وهي: الدعامشة، الزلالطة، الرزازڨة، اولاد رحمة،المراحات،الروابح،اولاد سالم، الموالك، الدبادبة، العويسات.

## جغرافيا المنطقة:
يقع مكمن بن عمار في منطقة الهضاب العليا الغربية للجزائر،في الجنوب الوهراني، بين الشط الشرقي والشط الغربي، وهي منطقة سهوب، ذات نظام بيئي جاف يتميز بموارد طبيعية محدودة، وتربة فقيرة، وتكوينات نباتية منخفضة ومفتوحة وشديدة الظروف المناخية مع تكوين نباتي يتكون من أعشاب صغيرة في سجادة متقطعة، ولا سيما نبات الشيح والحلفاء اللذين يحتلان مساحات شاسعة تسمى محليًا المرت.

### المرت:
المرت هو كلمة تُستخدم  للإشارة إلى مساحة من الأرض المسطحة والرطبة والخالية من النباتات بشكل عام؛ وهي منطقة لا تنمو فيها إلا نبت آلشيح، وسطحها الطمي ذو درجة من الأفقية بحيث تنتشر الأودية بالضرورة في شكل مروحة، مكونة هنا وهناك بركًا من الماء، بعضها يجف بسرعة والبعض الآخر يحتفظ بالمياه لمدة يوم واحد. أو شهرين. وتعاني هذه المنطقة من التصحر الناتج عن تراجع أو تدهور الغطاء النباتي وانخفاض سمك طبقة التربة الخصبة.

### المكامن:
المكامن (جمع مكمن، مكان للاختباء) عبارة عن حفر بيضاوية الشكل ، قطرها من1 إلى 3 كيلومتر ، وتشبه   الشط الغربي من حيث صلابة قاعها وتكوين حوافها. لا توجد آبار أو برك مستمرة. يسود هناك نباتان: الشيح و الحلفاء، في هذه المكامن، تحتمي بعض بطون قبائل حميان من البرد القارس خلال فصل الشتاء. تضم المنطقة عدة مكامن وهي منخفضات أقل حجما من الشطوط وهي: مكمن الحنش  ؛ مكمن العريش , مكمن زايد؛ مكمن بن عمار؛ مكمن الناقة ؛ مكمن الأبيض ؛ مكمن المرير  ؛ مكمن البحيرات؛ مكمن الجير .

### المجاري المائية الرئيسية:

#### وديان الشط الغربي:
في الشمال: واد عبد المولى،واد الحرمل،واد بوتركين،
في الجنوب: واد الخوا،سهب الهند،واد برمادواد بو لرجم،واد  بريوك.

#### أودية منطقة المرت:
واد القزمير،واد البوتر،واد بولخصام،واد بن جديد.

#### العقلات:
آبار شط حميان (الجزء الشرقي من الشط الغربي) هي:
عڨلة النعجة ، مياه وفيرة، قليلة الملوحة؛
العڨلة البيضا، مياه وفيرة إلى حد ما، شديدة الملوحة، تعطي رائحة نتنة؛
العڨلة المرة، ماء وفير جدًا، محمل بأملاح المغنيسيوم، مسهل للغاية؛
عڨلة موسى، مياه وفيرة إلى حد ما، قليلة الملوحة؛
عڨلة رومادية، مياه نادرة وقليلة الملوحة.
الجزء الغربي من الشط الغربي يحمل اسم شط المهايا، وهي قبيلة مغربية تخيم هناك عادة في الشتاء. ويتواصل هذان الحوضان مع بعضهما البعض عن طريق خندق يسمى بويب الرحايل